# Hubert Dreyfus
Hubert Lederer Dreyfus (Terre Haute, Indiana, 15 de outubro de 1929 – 22 de abril de 2017) foi um filósofo norte-americano. Era professor na Universidade de Berkeley.
Seus principais interesses incluem fenomenologia, existencialismo e a filosofia da psicologia e da literatura, bem como
as implicações filosóficas da inteligência artificial. Dreyfus é conhecido pela sua exegese de Martin Heidegger.

## Biografia
Dreyfus nasceu em Terre Haute, Indiana, filho de Stanley S. e Irene Lederer Dreyfus. Ele estudou na Universidade de Harvard, conseguindo três graus acadêmicos, um BA em 1951, um MA em 1952 e um PhD em 1964, sob a supervisão de Dagfinn Føllesdal. Ele é considerado um dos melhores intérpretes do trabalho de Michel Foucault, Maurice Merleau-Ponty, mas especialmente de Martin Heidegger. O seu Being-in-the-World: Um comentário a Ser e tempo de Martin Heidegger," Divisão 1, é considerado por alguns, que tentam ensinar Heidegger a Licenciados, como a interpretação modelo, sobre a mais significativa contribuição de Heidegger para a filosofia. Ele também co-escreveu Michel Foucault: Beyond Structuralism and Hermeneutics, e traduziu para o inglês Sense and Non-Sense de Merleau-Ponty. Dreyfus é o autor do controverso livro de 1972 What Computers Can't Do, revisto pela primeira vez em 1979, e novamente em 1992 com uma nova introdução e um novo titulo What Computers Still Can't Do. Embora tenha passado a maior parte da sua carreira de professor em Berkeley, Dreyfus também leccionou na Universidade Brandeis (de 1957 a 1959), no Massachusetts Institute of Technology (de 1960 a 1968),Universidade de Frankfurt e no Hamilton College.
O seu trabalho filosófico influenciou Richard Rorty, Charles Taylor, John Searle, e o seu antigo aluno John Haugeland, entre outros.
Em 1965, enquanto leccionava no  M.I.T., Dreyfus publicou Alchemy and Artificial Intelligence, um ataque ao trabalho de Allen Newell e Herbert A. Simon, dois dos mais importantes investigadores no campo da inteligência artificial. Dreyfus não só questionou os resultados que eles tinham obtido, bem como o seu pressuposto fundamental (que a inteligência consiste na manipulação de símbolos fisicos de acordo com regras formais), e argumentou que o projecto da Inteligência Artificial estava condenado a fracassar. Em 1965 ele frequentou a Rand Corporation enquanto o trabalho em inteligência artificial estava a ser desenvolvido lá.
O seu irmão Stuart Dreyfus, recebeu um Ph.D. em Matemática Aplicada, em Harvard, e é professor de Engenharia Industrial na Universidade de Berkeley.

## Obras
- 1965. "Alchemy and Artificial Intelligence". Rand Paper.
- 1972. What Computers Can't Do: The Limits of Artificial Intelligence. ISBN 0-06-011082-1
- 1979. What Computers Can't Do: The Limits of Artificial Intelligence. (revised) ISBN 0-06-090613-8, ISBN 0-06-090624-3.
- 1983. (com Paul Rabinow) Michel Foucault: Beyond Structuralism and Hermeneutics. Chicago, Ill: The University of Chicago Press. ISBN 978-0-226-16312-3
- 1984.(com Paul Rabinow). Michel Foucault: un percours philosophique: au-delà de l'objectivité et de la subjectivité. Tradução de Fabienne Durand-Bogaert. Paris, Éditions Gallimard.ISBN-10: 2070702421

- 1986 (com Stuart Dreyfus). Mind Over Machine: The Power of Human Intuition and Expertise in the Era of the Computer. New York: Free Press.
- 1991. Being-in-the-World: A Commentary on Heidegger's Being and Time, Division I.Cambridge, MA: MIT Press. ISBN 0-262-54056-8, ISBN 978-0-262-54056-8
- 1992. What Computers Still Can't Do: A Critique of Artificial Reason. Cambridge, MA: MIT Press. ISBN 0-262-54067-3
- 2000. Heidegger, Authenticity, and Modernity: Essays in Honor of Hubert Dreyfus, Volume 1. Cambridge, MA: MIT Press. ISBN 0-262-73127-4.
- 2000. Heidegger, Coping, and Cognitive Science: Essays in Honor of Hubert L. Dreyfus, Volume 2. Cambridge, MA: MIT Press. ISBN 0-262-73128-2
- 2002. On the Internet Revised Second Edition. London and New York: Routledge. ISBN 978-0-415-77516-8
- 2011. (com Sean Dorrance Kelly)  All Things Shining: Reading the Western Classics to Find Meaning in a Secular Age. Reviewed by Garry Wills in New York Review of Books, April 7, 2011, pages 16–18.

## Prémios e honras
- Doutoramento honoris causa pela Universidade Erasmus, Roterdão, Holanda, 1998
- Membro da Academia Americana das Artes e Ciências, 2001 [4]

O professor Dreyfus faz uma participação no filme documental de Tao Ruspoli Being in the World.